# МКС-24
МКС-24 — двадцать четвертый долговременный экипаж Международной космической станции. Экспедиция началась 2 июня 2010 года, 00:04 UTC в момент отстыковки корабля «Союз ТМА-17». Первоначально в состав экспедиции вошли три члена экипажа корабля «Союз ТМА-18», ранее работавшие в составе экспедиции МКС-23. 17 июня 2010 года, 22:21 UTC экипаж пополнился на три человека экипажем корабля «Союз ТМА-19» до 6 человек. Закончилась экспедиция 25 сентября 2010 года, 2:02 UTC в момент отстыковки корабля «Союз ТМА-18». 
Впервые в основном экипаже МКС две женщины -Трейси Дайсон и Шеннон Уокер.

## Экипаж
| Должность     | Первый этап 2—17 июня 2010 года | Второй этап 17 июня — 25 сентября 2010 года | № полёта | Корабль доставки |
| ------------- | ------------------------------- | ------------------------------------------- | -------- | ---------------- |
| Командир      | Александр Скворцов, РКА         | Александр Скворцов, РКА                     | 1        | «Союз ТМА-18»    |
| Бортинженер 1 | Михаил Корниенко, РКА           | Михаил Корниенко, РКА                       | 1        | «Союз ТМА-18»    |
| Бортинженер 2 | Трейси Дайсон, НАСА             | Трейси Дайсон, НАСА                         | 2        | «Союз ТМА-18»    |
| Бортинженер 3 |                                 | Фёдор Юрчихин, РКА                          | 3        | «Союз ТМА-19»    |
| Бортинженер 4 |                                 | Шеннон Уокер, НАСА                          | 1        | «Союз ТМА-19»    |
| Бортинженер 5 |                                 | Даглас Уилок, НАСА                          | 2        | «Союз ТМА-19»    |

## Задачи экипажа
Кроме задачи по поддержанию работоспособности станции, экипаж МКС-24 выполнил программу научно-прикладных исследований и экспериментов, а также работы по разгрузке грузовых кораблей  «Прогресс М-06М» (старт 30 июня 2010 года, стыковка 4 июля 2010 года) и  «Прогресс М-07М» (старт 10 сентября 2010 года, стыковка 12 сентября 2010 года) и выполнил перестыковку корабля «Союз ТМА-19» (28 июня 2010 года). Экипаж выполнил четыре выходы в открытый космос — один плановый и три внеплановых, так как в ночь с 31 июля на 1 августа 2010 года вышел из строя аммиачный насос в системе терморегуляции МКС.

## Внекорабельная деятельность

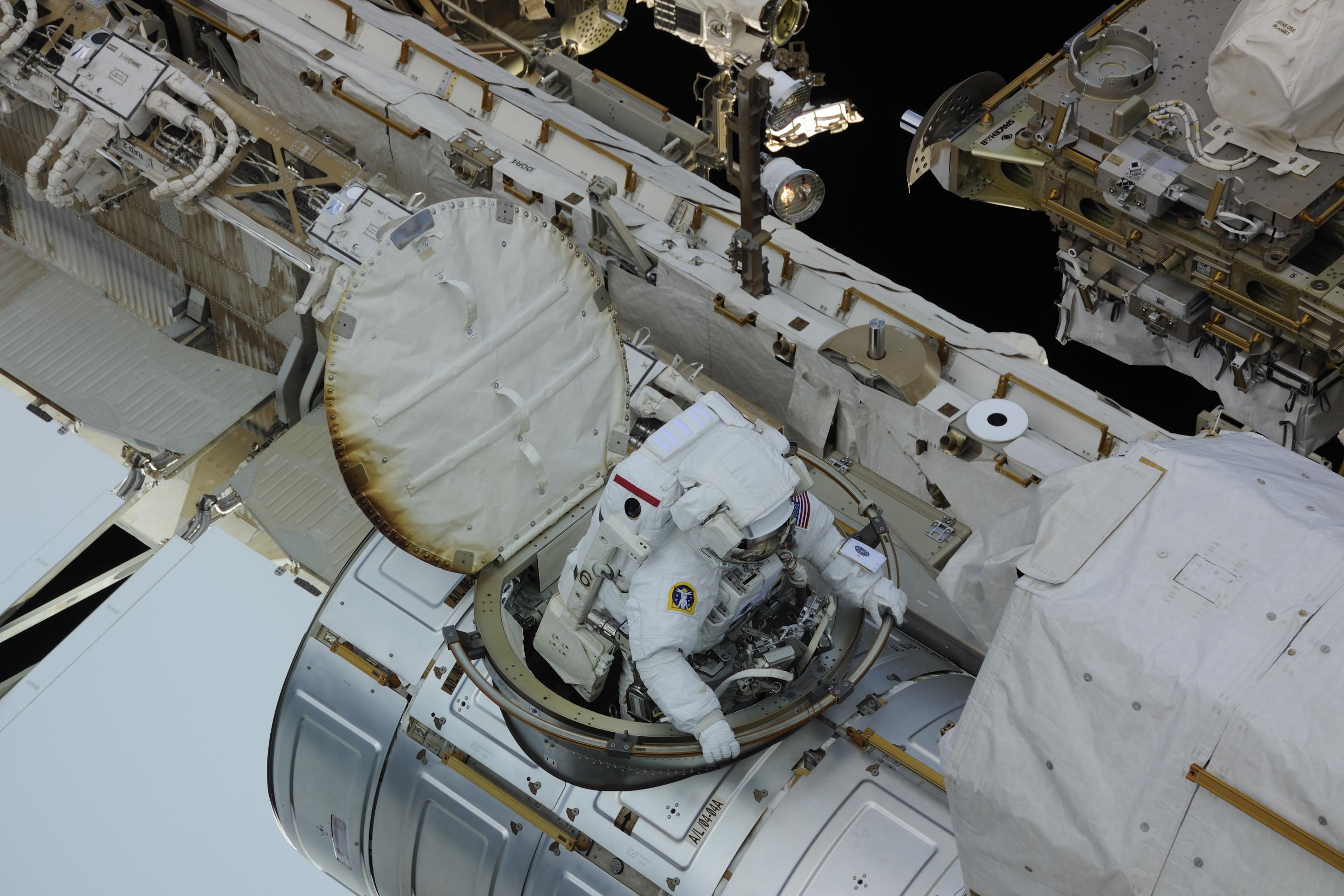
Даглас Уилок в проёме люка МКС. Третий ремонтный выход в открытый космос

1. Даглас Уилок в проёме люка МКС. Третий ремонтный выход в открытый космос27 июля 2010 года,  Михаил Корниенко и  Федор Юрчихин, из модуля Пирс, длительность 6 ч 42 мин[5]. Космонавты выполнили прокладку кабелей, необходимых для интеграции модуля «Рассвет» в состав российского сегмента МКС, а также смену телекамеры на агрегатном отсеке модуля «Звезда»[6][7].
2. 7 августа 2010 года,  Трейси Дайсон и  Даглас Уилок, из модуля Квест, длительность 8 ч 3 мин[8], начало работ по ремонту вышедшей из строя системы терморегулирования на американском сегменте МКС.
3. 11 августа 2010 года,  Трейси Дайсон и  Даглас Уилок, из модуля Квест, длительность 7 ч 26 мин[9], продолжение работ по ремонту вышедшей из строя системы терморегулирования на американском сегменте МКС.
4. 16 августа 2010 года,  Трейси Дайсон и  Даглас Уилок, из модуля Квест, длительность 7 ч 20 мин[10], завершение работ по ремонту вышедшей из строя системы терморегулирования на американском сегменте МКС.